# Saulcy, Aube
Saulcy är en kommun i departementet Aube i regionen Grand Est (tidigare regionen Champagne-Ardenne) i nordöstra Frankrike. Kommunen ligger  i kantonen Soulaines-Dhuys som ligger i arrondissementet Bar-sur-Aube. År 2022 hade Saulcy 62 invånare.

## Befolkningsutveckling
Antalet invånare i kommunen Saulcy
Referens: INSEE